# Борзя (река)
Бо́рзя — река в Забайкальском крае, правый приток Онона (бассейн Амура).

## Название
По одной из версий, название реки происходит от бурятских слов и выражений: бур. бооржатай, бур. бооржа – “соленое озеро”. По иной версии — от эвенкийских слов и выражений: борса-ми – “убить медведя”, боро – “серый, сумеречный”, бори – “горка, холм; заброшенный”, борза – “снежная, белая”, борая – “серая гора”.

## Гидрография
Длина реки составляет 304 км, площадь бассейна — 7080 км². Средний годовой расход — 2,8 м³/сек.

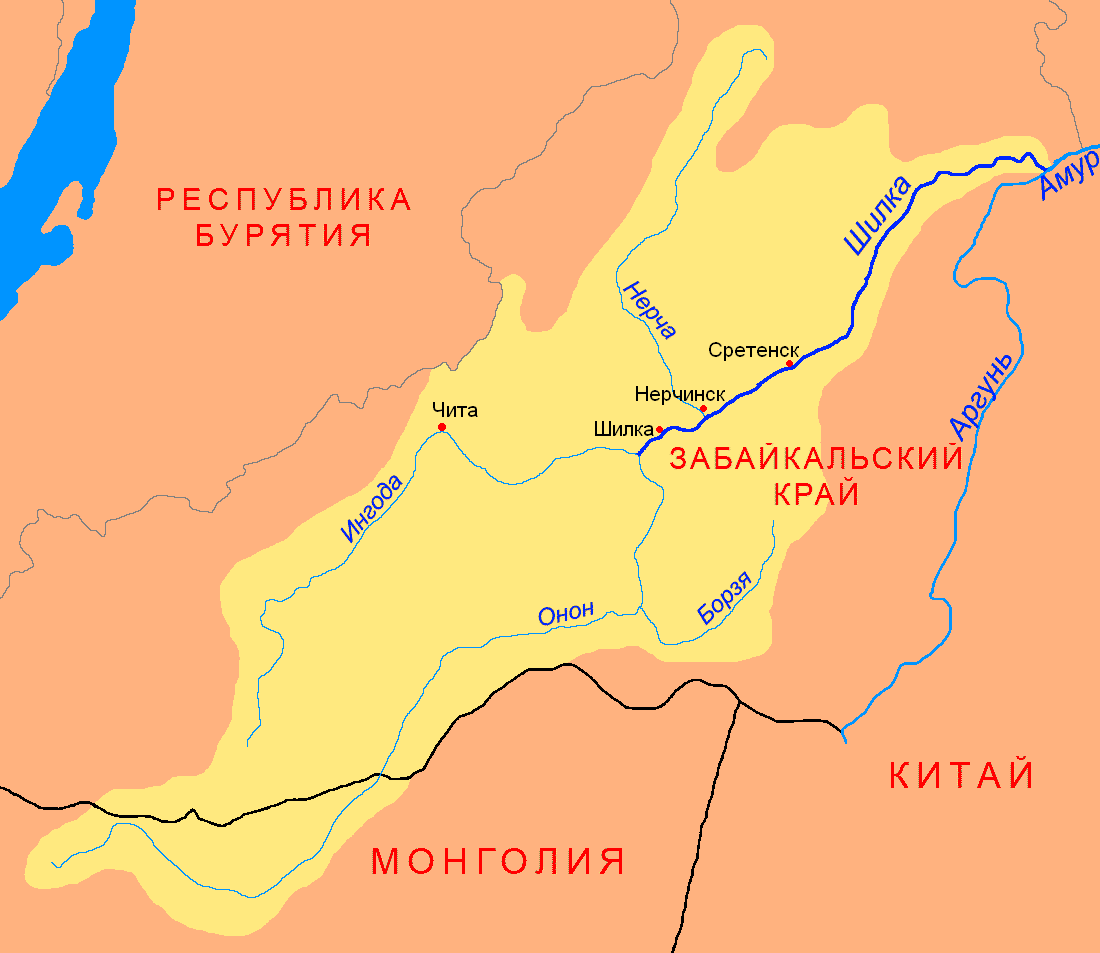
Бассейн Шилки

Истоки на склонах хребта Кукульбей (Заключная Борзя и Заречная Борзя, образуется их слиянием в селе Онон-Борзя). Протекает в широкой заболоченной долине по степной территории. Питание дождевое, летом паводки, иногда пересыхает. Перемерзает с ноября по апрель.
На левом берегу в среднем течении реки расположен город Борзя.

## Притоки
Объекты перечислены по порядку от устья к истоку.
- 172 км: Тоготуй
- 185 км: Бырка
- 189 км: Немоягда
- 205 км: Бугуцей
- 230 км: Гурухон
- 233 км: Акуры
- 239 км: Ачикан
- 241 км: Шоноктуй
- 242 км: Курунзулай
- 253 км: Кутугай
- 268 км: Саранча
- 271 км: Клин
- 276 км: Ороктуча
- 285 км: Дзалай